# San Perlita
San Perlita – miasto w Stanach Zjednoczonych, w stanie Teksas, w hrabstwie Willacy.